# Radium Apollinaris
Radium Apollinaris var en danskvand lavet på radioaktivt vand, fra den i dag tørre bornholmske kilde Radiumkilden, også kaldet Rosenkilden. Vandet i kilden indeholder det stærkt radioaktive og sundhedsskadelige radium. Mineralvandsfabriken ”Bornholm” i Sandvig begyndte at markedsføre vanden 1925. Både fabrikens apollinaris og citronvand var forsynet med etiketter hvorpå man ser "Radiumsaltet" udstråle sine "helsebringende stråler". Den daglige produktion var på cirka 1000 flasker, fabrikken lukkede i 1932.